# VRT CANVAS
VRT CANVAS (tot 4 september 2023 Canvas) is na VRT 1 de tweede televisiezender van de Vlaamse Radio- en Televisieomroeporganisatie. De zender werd opgericht op 1 december 1997 als opvolger van BRTN TV2 en deelde tot en met 30 april 2012 haar televisiekanaal met de kinderzender Ketnet. In het weekend zijn er op VRT CANVAS regelmatig sportuitzendingen onder de noemer Sporza.
De zender biedt zowel eigen producties als aangekochte programma's aan op het gebied van actualiteit, wetenschap, geschiedenis, cultuur, fictie, humor en sport.
VRT CANVAS wordt ingericht door de Vlaamse burgerlijke overheid. De zender wordt voornamelijk gefinancierd door de overheid. Netmanager is sinds 2018 Olivier Goris.

## Geschiedenis
De uitzendingen van Canvas startten aanvankelijk gewoonlijk om 20 uur, maar soms zond Canvas ook overdag uit. Op weekdagen startte de programmering van Canvas met het actualiteitenprogramma Terzake. Op 1 mei 2012 werd de programmering van Canvas uitgebreid met ook programma's vanaf 14 uur. Dit werd mogelijk doordat Ketnet, waarmee Canvas het tweede VRT-net deelde, een eigen kanaal kreeg.
Vanaf 27 oktober 2018 was Ketnet Junior elke dag tussen 10-19 uur (zondag tot 18 uur) te zien op het kanaal van VRT CANVAS, naast de ochtenduitzendingen op Ketnet. Daarmee zijn opnieuw jeugdprogramma's te zien voor de allerkleinsten op het tweede VRT-kanaal. Sinds 6 januari 2025 wordt Ketnet Junior niet meer op VRT Canvas uitgezonden.
Sinds 20 januari 2020 heeft de zender geen eigen website meer. Bezoekers worden automatisch doorverwezen naar de website van VRT MAX.
In september 2023 veranderde Canvas van naam in VRT CANVAS, wat in lijn ligt van de eerdere naamsverandering bij VRT 1.

### Canvas+
Oorspronkelijk ongeveer een keer per maand, later enkele avonden per week, zond Canvas via de digitale zender Canvas+ via digitale televisie een alternatief programma uit. Dit programma begint meestal na Terzake. Doordat het tweede VRT-net vanaf 14 mei 2012 volledig vrijkwam voor de programmering van Canvas, staakte Canvas+ vanaf 1 mei 2012 de uitzendingen.

## Canvasprogramma's

### Nederlandstalige tv-programma's
- Albatros (2021)
- Alles voor de wetenschap (2011)
- Als je eens wist (2020-2022)
- Anneliezen (2010)
- Apocalyps (2010)
- Arm Wallonië (2010)
- Beagle: In het kielzog van Darwin (2009-2010)
- Belga Sport (2007-2011)
- Belpop (2010-heden)
- Bevergem (2015)
- Blinde Vinken (1999)
- Bobslee (2010)
- Bonjour Congo (2010)
- Bracke op vrijdag (2010)
- Canvas klassiek (2010)
- China voor beginners, India voor beginners, Brazilië voor beginners (2010)
- Cinema Canvas (2017-heden)
- Cobra TV (2010)
- Comedian vindt werk (2013)
- Comedy Casino (2005-2010)
- Comedy Casino Cup (2007-2010)
- Den Troep (2013)
- De Afspraak (2015-heden)
- De bende van Wim (2002-2003, 2005-2006)
- De Campus Cup (2019-heden)
- De Canvascollectie (2010)
- De Canvasminuut (2010)
- De Canvascrack (2010)
- De Flandriens (2010)
- De Ideale Wereld (2016-heden)
- De keien van de Wetstraat (2007-2009)
- De Prinses Elisabethbasis op Antarctica (2010)
- De Radio 1 Sessies (2010)
- De Rederijkers (2001-2003)
- De slag om Brussel (2009-2010)
- Duts (2010)
- Extra Time (2009-2010)
- Fiskepark (2019)
- Gas station (2010)
- Generatie B (2017)
- Goudvis (2010)
- Het Braambos (2010)
- Het Journaal (1997-heden)
- Het onvoltooide land (2010)
- Hoge bomen (2010)
- In de ban van Tsjernobyl (2020)
- In de keuken (2010)
- Kongo (2010)
- Low Impact Man (2010)
- Madagascar (2010)
- Mag ik u kussen? (2009-2011)
- Man over woord (2011-2012)
- Meneer de Burgemeester (2012)
- Meneer Doktoor (2009)
- Misdaaddokters (2019)
- Nachtwacht (2002-2005, 2019-2020)
- Neveneffecten (2005-2009)
- Niets is zwart-wit (2010)
- Nonkel Pater (2012)
- Panorama (1953-2010)
- Paper trails (2010)
- Phara (2008-2010)
- Plat préféré (2010)
- Procureurs (2020)
- Publiek geheim (2010)
- Puur persoonlijk (2010)
- Radio Gaga (2015)
- Red Sonja (2011-2012)
- Reyers laat (2010-2015)
- Rusland voor beginners (2012)
- Sabena (2021)
- Spraakmakers (2010)
- Strafpleiters (2017)
- Strafrechters (2021)
- Team Scheire (2018-heden)
- Terzake (1994-heden)
- Therapie (2019)
- Tournée Générale (2010)
- Verloren land (2010)
- Vormgevers (2010)
- Vranckx (2010)
- Wanderlust (2016-2017)
- Weg met De Soete (2010)
- Wildcard: Tanzania (2008), Wildcard: Myanmar (2010)
- Winteruur (2015-heden)
- Zalm voor Corleone (1999-2000, 2003-2004)
- Zeven dagen jong (2010)
- Zonde van de zendtijd (2009-2011)

### Anderstalige tv-programma's
- A Touch of Frost (2010)
- Age of terror (2010)
- Band of Brothers (2010)
- Beeldgeheimen (Mystères d'Archives)
- Boardwalk Empire
- China's revolution (2010)
- Classic albums (2010)
- Climate wars (2010)
- Cooking in the Danger Zone (2010)
- Daziel and Pascoe (2010)
- Deadwood (2010)
- Desperate Housewives (2010)
- Die Wehrmacht: eine Bilanz (2010)
- Planet Earth (2010)
- Expedition Guyana (2010)
- Expedition New Guinea (2010)
- Fawlty Towers (2010)
- George Gently (2010)
- House of Saddam (2010)
- How earth made us (2010)
- Later with Jools Holland (2010)
- Lewis (2010)
- Life (2010)
- Little Britain
- Love soup (2010)
- Luther (2010)
- Millennium (2010)
- Mistresses (2010)
- Moses Jones (2010)
- On thin ice (2010)
- Pulling (2010)
- Red Dwarf (2010)
- Rome (2010)
- Silent Witness (2010)
- Soul deep (2010)
- Solsidan (2012)
- Stephen Fry in America
- Taggart (2010)
- The blues (2010)
- The Chaser's War On Everything (2010)
- The great rift (2010)
- The Handmaid's Tale (2017-heden)
- The IT Crowd (2010)
- The Killing (2010)
- The Prisoner (2010)
- The virtual revolution(2010)
- Louis Theroux (2010)
- Top Gear (2010)
- Trial and Retribution (2010)
- True Blood (2010)
- Varg veum (2010)
- Virus (2010)
- Yellowstone (2010)
- Wire in the Blood (2010)

## Meest bekeken programma's van VRT CANVAS
Sinds de huidige meetmethode voor kijkcijfers in 1997 werd aangenomen, zijn dit de meest bekeken programma's op VRT CANVAS:
| Positie | Programma                                  | Datum           | Aantal kijkers |
| ------- | ------------------------------------------ | --------------- | -------------- |
| 1.      | WK voetbal 2014: België - Verenigde Staten | 1 juli 2014     | 2.372.800      |
| 2.      | WK voetbal 2014: België - Zuid-Korea       | 26 juni 2014    | 2.276.700      |
| 3.      | WK voetbal 2014: België - Algerije         | 17 juni 2014    | 2.193.400      |
| 4.      | WK voetbal 2014: België - Rusland          | 22 juni 2014    | 2.192.500      |
| 5.      | WK voetbal 1998: België - Nederland        | 13 juni 1998    | 1.980.100      |
| 6.      | WK voetbal 2014: Argentinië - België       | 5 juli 2014     | 1.938.600      |
| 7.      | WK voetbal 2014: Duitsland - Argentinië    | 13 juli 2014    | 1.890.400      |
| 8.      | WK voetbal 2010: Nederland - Spanje        | 11 juli 2010    | 1.637.400      |
| 9.      | Sporza: Veldrijden Koksijde                | 29 januari 2012 | 1.512.300      |
| 10.     | WK voetbal 1998: Brazilië - Frankrijk      | 12 juli 1998    | 1.468.700      |

## Beeldmerk

Van 1 december 1997 t/m 6 januari 2008
Van 7 januari 2008 t/m 23 augustus 2015
Van 24 augustus 2015 t/m 30 augustus 2020
Van 31 augustus 2020 t/m 3 september 2023
Sinds 4 september 2023

## Tijdlijn
Geschiedenis van de Vlaamse televisie